# Rīgas Autobusu Fabrika

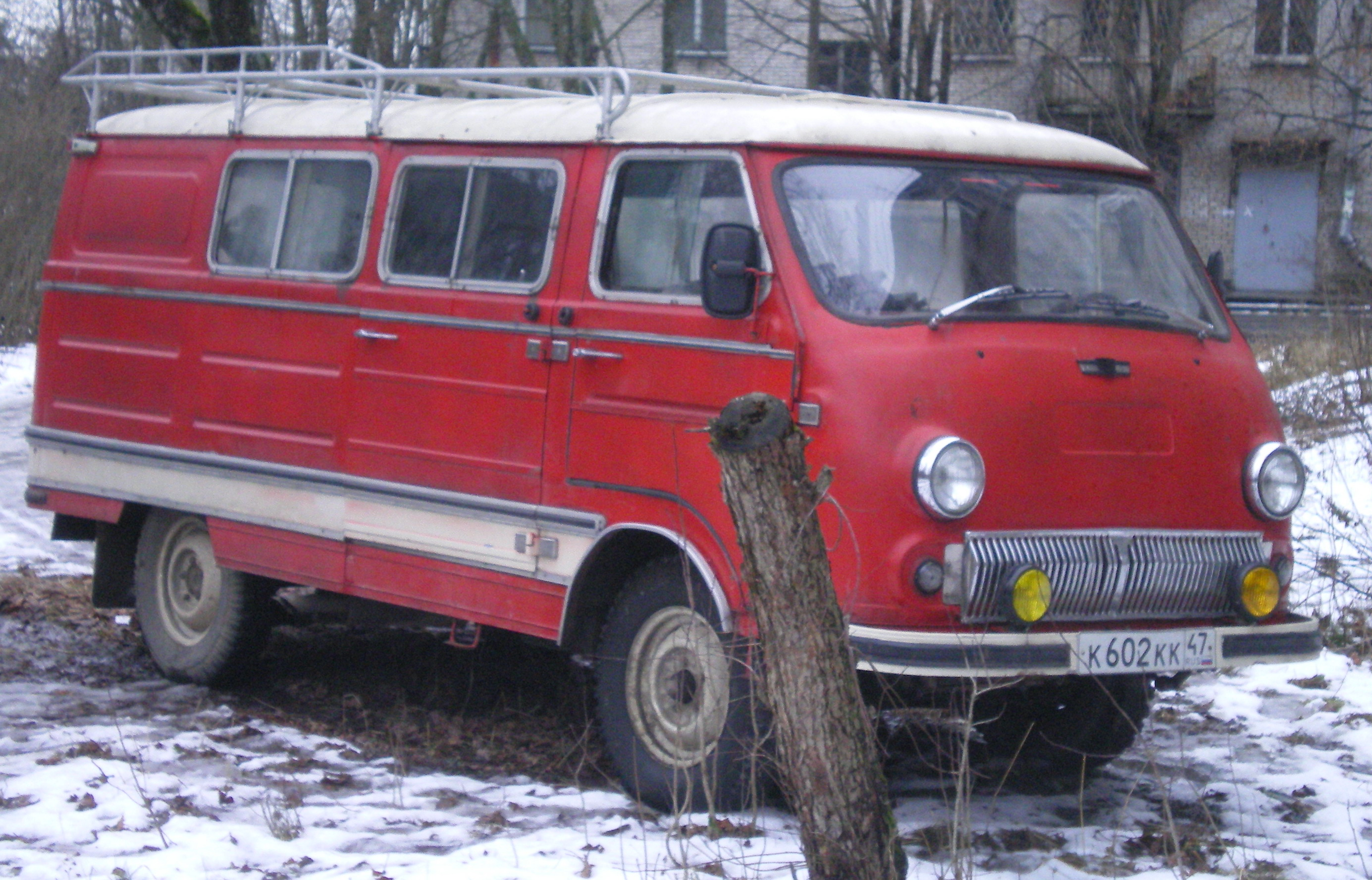
RAF-977

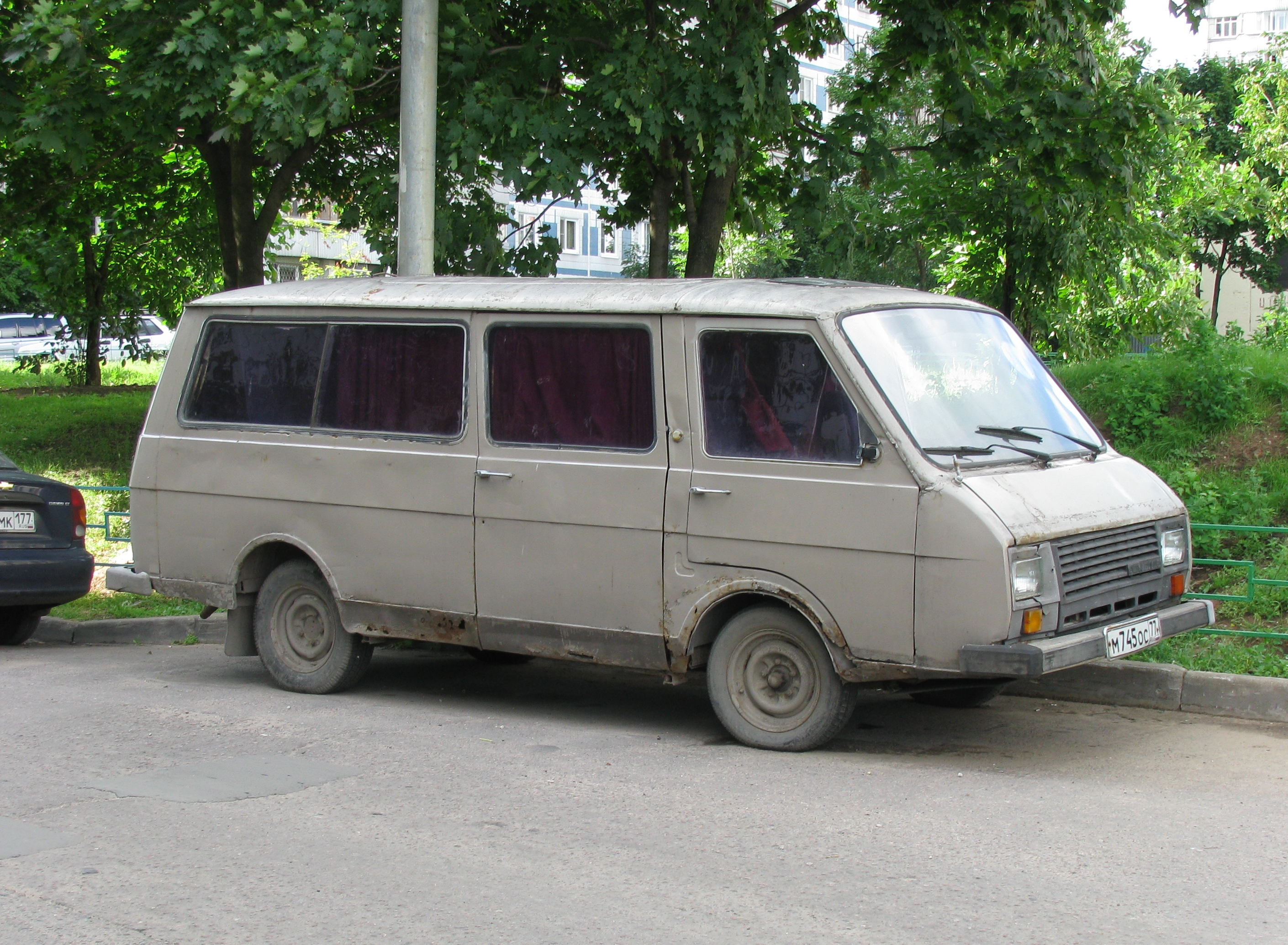
RAF-2203 Latvija

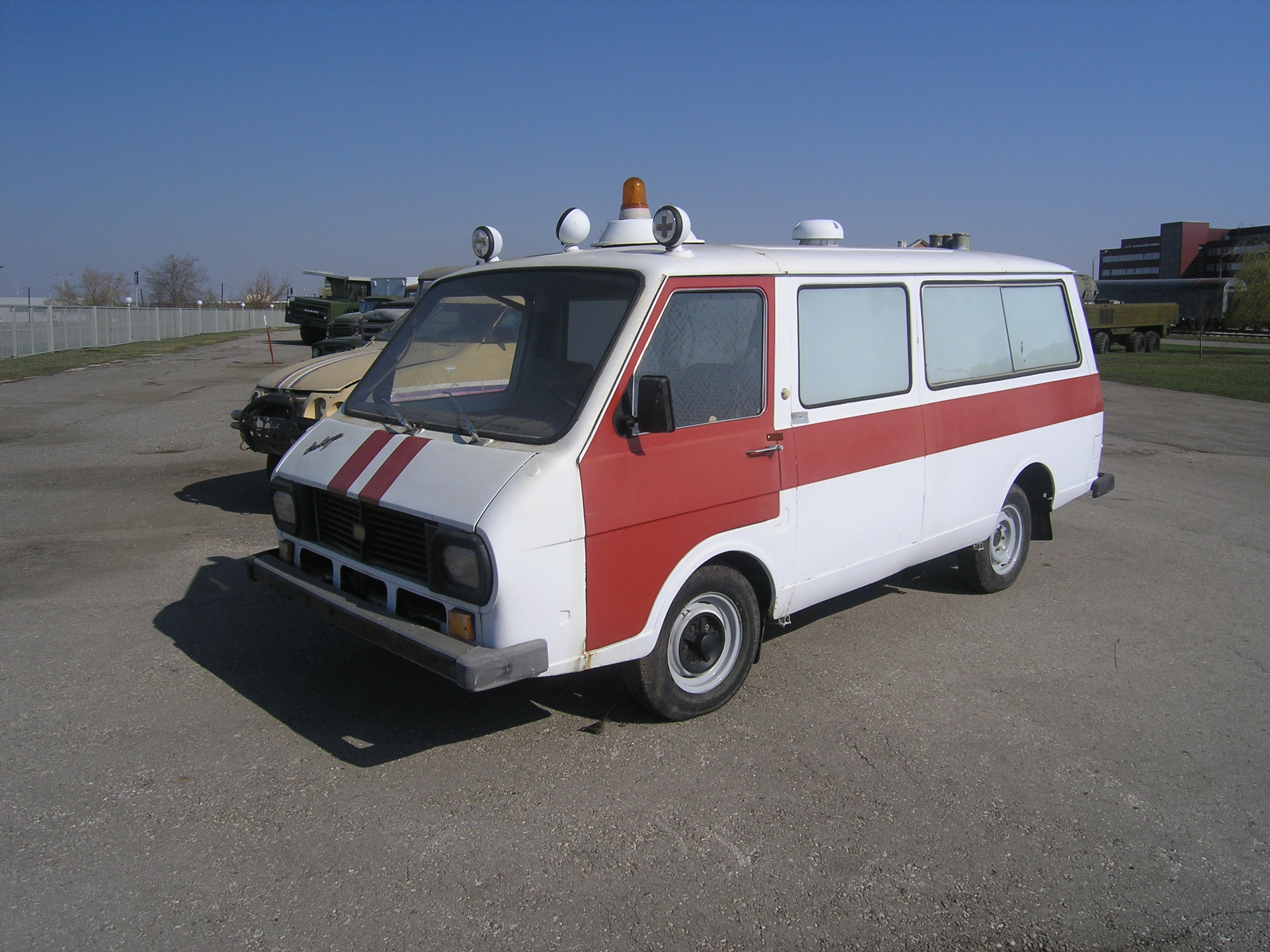
RAF-22031-01 ambulance

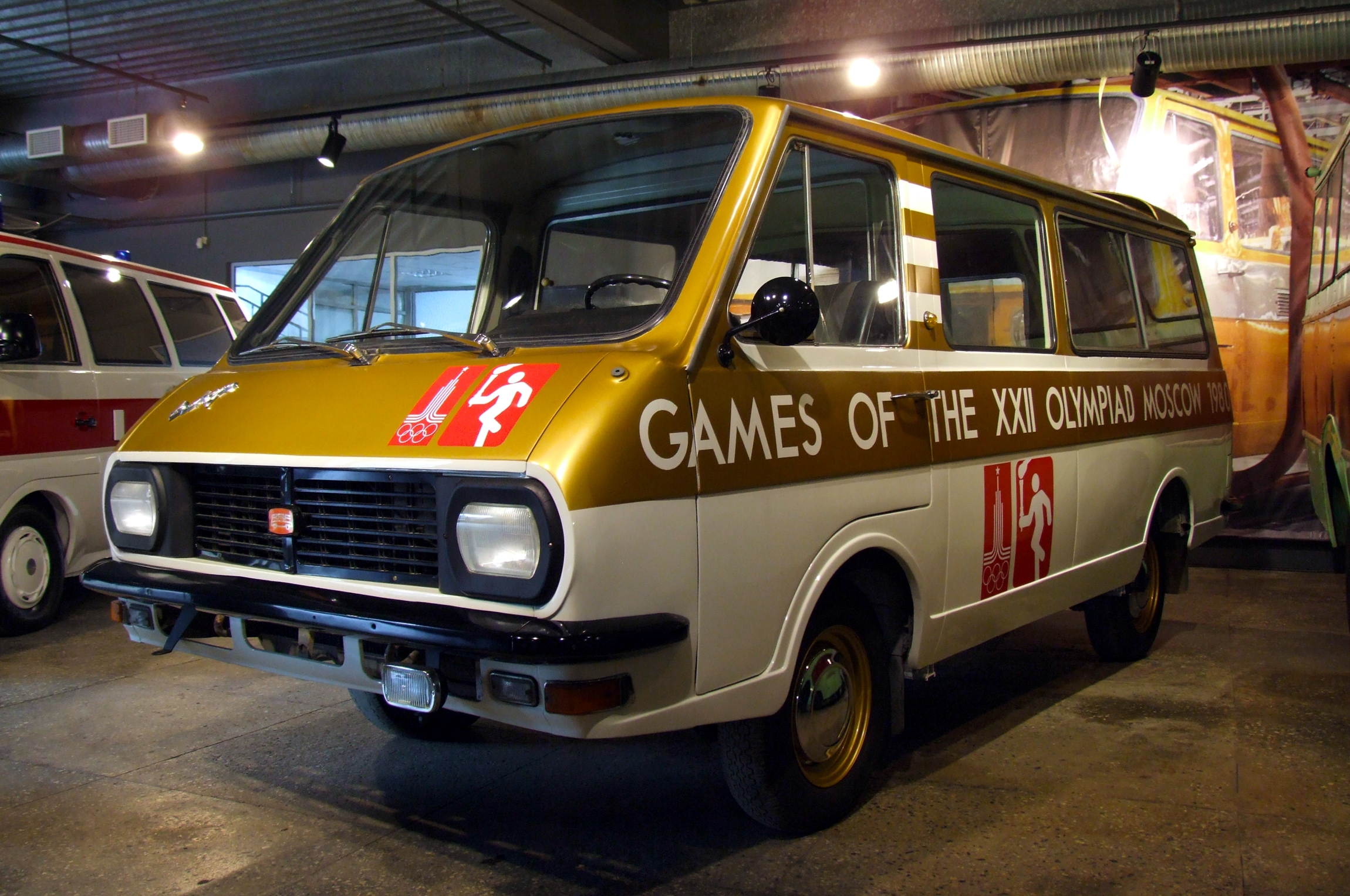
Speciale RAF-2907 voor de Olympische Zomerspelen 1980 in Moskou

Rīgas Autobusu Fabrika (Rīga's Autobusfabriek, Russisch Рижская Автобусная Фабрика) (afgekort RAF) was een fabriek in Jelgava, Letland, die kleine personenbussen en bestelwagens produceerde onder de merknaam Latvija.

## Geschiedenis
Tijdens de Sovjet-periode waren RAF and OeAZ de enige producenten van kleine personenbussen en bestelwagens in de USSR. RAF bestelwagens en busjes werden alleen gebruikt door staatsbedrijven, meestal als ambulance en voor openbaar vervoer. Particulieren konden ze niet aanschaffen, uitgezonderd families met minimaal vijf kinderen.
In 1949 begon de fabriek bestelwagencarrosserieën te produceren in Riga's Autoreparatiefabriek №2 (ook bekend als RARZ). In 1955 kreeg het de naam Riga's Experimentele Bus Fabriek (Lets: Rīgas eksperimentālā autobusu fabrika, Russisch: Рижский Опытный Автобусный Завод) en de producten werden afgekort tot RAF. Het zou de hoofdproducent van Sovjet-bestelwagens worden.
RAF’s eerste product was de RAF-251, een bus met 22 zitplaatsen voor regionaal vervoer, gebouwd op een GAZ-51 chassis (die ook bij RAF gebouwd werden), met een houten en metalen carrosserie. Er was ook een passagiers- en vrachtversie (Kombi), de 251T, met ruimte voor veertien passagiers en 800 kg bagage.
Vanaf 1958 begon de fabriek met de productie van de RAF-977 minibus, voorzien van een GAZ 21 Volga-motor, versnellingsbak, assen en besturing. Gepland waren personen- (luchthaventaxi's, sportteams), vracht-, post- en ambulanceversies om de gemodificeerde stationwagons die tot dan toe in gebruik waren te vervangen. Hij had een voorin (tussen de voorstoelen) geplaatste 2455 cc motor (gebaseerd op de Volga's met een lagere compressieverhouding) en tien zitplaatsen. Hij debuteerde in 1957 en tien stuks werden getoond tijdens het Moskouse Jeugdfestival in dat jaar. De eerste serie werd geproduceerd in 1959 onder de nieuwe naam RAF-977. Het verbruik was 13 liter/100 km en de topsnelheid was 100 km/u.
In 1965 stelde RAF twee prototypes voor in de hoop Minavtoprom te verleiden een nieuwe fabriek te financieren: een conventionele versie, vergelijkbaar met de Ford Transit (genaamd RAF 962-I), of een frontstuurversie, gelijk aan de Renault Estafette (genaamd 962-II). De directie van RAF vormde, zeer ongebruikelijk voor een Sovjet-bedrijf, twee met elkaar strijdende teams om individueel een nieuwe bestelwagen te ontwerpen. De conventionele 962-I werd geselecteerd maar leek minder kansrijk om voor het geld voor een geheel nieuwe productiefaciliteit te zorgen, zodat RAF de selectiecommissie overtuigde alsnog voor de meer radicale 962-II te kiezen.
Een variant met één ton laadvermogen was gebaseerd op een gemoderniseerd 977D-chassis. Echter, de fabriek was niet groot genoeg om dit model in massaproductie te nemen en de productie werd verplaatst naar ErAZ (Jerevan, Armenië). De bouw van een nieuwe fabriek in Jelgava (om de nieuwe 962-II te bouwen, nu genaamd RAF-2203 Latvija) begon op 25 juli 1969 en was gereed in februari 1976. Hij was ontworpen om 17.000 auto's per jaar te produceren, de fabriek produceerde verschillende versies van de RAF-2203.
Begin jaren '90 was de RAF-2203 gedateerd en de fabriek begon met de ontwikkeling van een nieuw model. Het oorspronkelijke plan was om een nieuwe RAF te bouwen, genaamd Roksana, ontworpen met hulp van het Britse adviesbureau International Automotive Developments. Het model werd succesvol getoond op meerdere autotentoonstellingen maar kwam nooit verder dan het protoypestadium. Hetzelfde gebeurde met de voorwielaangedreven Style-microbus.
Na het uiteenvallen van de USSR verbraken de nieuwe grenzen de productieketen en de productie daalde drastisch. Een investeringsvoorstel kwam van het Russische GAZ maar werd geweigerd door de Letse overheid die Russisch kapitaal als een bedreiging voor de Letse onafhankelijkheid zag. Hoewel ook enkele westerse en Aziatische investeerders interesse toonden in RAF, beschouwden deze de investering toch te risicovol doordat de lokale markt te klein was voor de grote productie en de Russische markt als ontoegankelijk werd gezien door de gecompliceerde politieke relatie tussen Rusland en Letland.
In 1997 werd de laatste serie dertienpersoons RAF-22039's gebouwd. Ironisch genoeg was laatste auto geproduceerd door de stervende gigant een RAF-3311 lijkwagen. In 1998 ging RAF failliet. Het enige deel van de fabriek dat overleefde was RAF-Avia, een luchtvrachtmaatschappij opgezet met de vier vliegtuigen die van de fabriek waren. De fabriek met 120.000 vierkante meter productieoppervlak, compleet met machinerie, werd eigendom van JSC Balitva. Zij dachten het aan een westerse autofabrikant te kunnen verkopen maar dat bleek onrealistisch.
- Nationale Bibliotheek van Letland: 000128498
- Virtual International Authority File: 305084128